# Молодіжна збірна Уругваю з футболу
Молодіжна збірна Уругваю з футболу (ісп. Selección de fútbol sub-20 de Uruguay) — представляє Уругвай на молодіжних змаганнях з футболу. На відміну від європейських збірних, максимальний вік гравців в цій команді не повинен перевищувати 20 років.

## Виступи на молодіжному чемпіонаті світу
| Молодіжний чемпіонат світу | Молодіжний чемпіонат світу | Молодіжний чемпіонат світу | Молодіжний чемпіонат світу | Молодіжний чемпіонат світу | Молодіжний чемпіонат світу | Молодіжний чемпіонат світу | Молодіжний чемпіонат світу | Молодіжний чемпіонат світу |
| Рік                        | Раунд                      | Місце                      | І                          | В                          | Н*                         | П                          | ГЗ                         | ГР                         |
| -------------------------- | -------------------------- | -------------------------- | -------------------------- | -------------------------- | -------------------------- | -------------------------- | -------------------------- | -------------------------- |
| 1977                       | Півфінал                   | 4-е                        | 5                          | 3                          | 1                          | 1                          | 6                          | 5                          |
| 1979                       | Півфінал                   | 3-є                        | 6                          | 4                          | 1                          | 1                          | 10                         | 3                          |
| 1981                       | Чвертьфінал                | 5-е                        | 4                          | 3                          | 0                          | 1                          | 6                          | 2                          |
| 1983                       | Чвертьфінал                | 5-е                        | 4                          | 2                          | 1                          | 1                          | 7                          | 5                          |
| 1985                       | Не кваліфікувались         | Не кваліфікувались         | Не кваліфікувались         | Не кваліфікувались         | Не кваліфікувались         | Не кваліфікувались         | Не кваліфікувались         | Не кваліфікувались         |
| 1987                       | Не кваліфікувались         | Не кваліфікувались         | Не кваліфікувались         | Не кваліфікувались         | Не кваліфікувались         | Не кваліфікувались         | Не кваліфікувались         | Не кваліфікувались         |
| 1989                       | Не кваліфікувались         | Не кваліфікувались         | Не кваліфікувались         | Не кваліфікувались         | Не кваліфікувались         | Не кваліфікувались         | Не кваліфікувались         | Не кваліфікувались         |
| 1991                       | Груповий етап              | 15-е                       | 3                          | 0                          | 1                          | 2                          | 0                          | 7                          |
| 1993                       | Чвертьфінал                | 6-е                        | 4                          | 2                          | 1                          | 1                          | 6                          | 5                          |
| 1995                       | Не виступали               | Не виступали               | Не виступали               | Не виступали               | Не виступали               | Не виступали               | Не виступали               | Не виступали               |
| 1997                       | Фінал                      | 2-е                        | 7                          | 4                          | 2                          | 1                          | 14                         | 6                          |
| 1999                       | Півфінал                   | 4-е                        | 7                          | 2                          | 2                          | 3                          | 7                          | 8                          |
| 2001                       | Не кваліфікувались         | Не кваліфікувались         | Не кваліфікувались         | Не кваліфікувались         | Не кваліфікувались         | Не кваліфікувались         | Не кваліфікувались         | Не кваліфікувались         |
| 2003                       | Не кваліфікувались         | Не кваліфікувались         | Не кваліфікувались         | Не кваліфікувались         | Не кваліфікувались         | Не кваліфікувались         | Не кваліфікувались         | Не кваліфікувались         |
| 2005                       | Не кваліфікувались         | Не кваліфікувались         | Не кваліфікувались         | Не кваліфікувались         | Не кваліфікувались         | Не кваліфікувались         | Не кваліфікувались         | Не кваліфікувались         |
| 2007                       | 1/8 фіналу                 | 12-е                       | 4                          | 1                          | 1                          | 2                          | 4                          | 6                          |
| 2009                       | 1/8 фіналу                 | 11-е                       | 4                          | 2                          | 1                          | 1                          | 7                          | 5                          |
| 2011                       | Груповий етап              | 18-е                       | 3                          | 0                          | 2                          | 1                          | 1                          | 2                          |
| 2013                       | Фінал                      | 2-е                        | 7                          | 4                          | 2                          | 1                          | 10                         | 3                          |
| 2015                       | 1/8 фіналу                 | 12-е                       | 4                          | 1                          | 2                          | 1                          | 3                          | 3                          |
| 2017                       | Півфінал                   | 4-е                        | 7                          | 3                          | 4                          | 0                          | 7                          | 3                          |
| 2019                       | 1/8 фіналу                 | 10-е                       | 4                          | 3                          | 0                          | 1                          | 8                          | 4                          |
| 2023                       | Чемпіон                    | 1-е                        | 7                          | 6                          | 0                          | 1                          | 12                         | 3                          |
| 2025                       | Не кваліфікувались         | Не кваліфікувались         | Не кваліфікувались         | Не кваліфікувались         | Не кваліфікувались         | Не кваліфікувались         | Не кваліфікувались         | Не кваліфікувались         |
| Разом                      | 16/24                      | 1 титул                    | 80                         | 40                         | 21                         | 19                         | 108                        | 70                         |

## Досягнення
Молодіжний чемпіонат світу
- Чемпіон (1): 2023
- 2-е місце (2): 1997, 2013

Молодіжний чемпіонат Америки
- Чемпіон (8): 1954, 1958, 1964, 1975, 1977, 1979, 1981, 2017